# 서우희
서우희(1994년 4월 16일~)는 대한민국의 레이싱 모델이다.

## 경력

### 레이싱모델 경력
- 2018년 - CJ대한통운 슈퍼레이스 챔피언십 레이싱모델
- 2017년 - CJ대한통운 슈퍼레이스 챔피언십 레이싱모델
- 2016년 - 서울오토살롱 포즈 모델
- 2016년 - 서울모터사이클쇼 포즈 모델